# 靳珩
靳珩（1924年3月6日—1957年10月20日），河北無極人，1948年隨國民政府來到台灣，於中部橫貫公路修築工程的巡視時，在燕子口一帶因被地震引起的落石砸中而殉職。該公路完工時，特將燕子口該處的橋命名為靳珩橋以茲紀念。